# Józef Ziubrak
Józef Ziubrak (ur. 20 grudnia 1952 w Szybie) – polski lekkoatleta długodystansowiec.
Na halowych mistrzostwach Europy w 1976 w Monachium zdobył srebrny medal w biegu na 3000 metrów. Na halowych mistrzostwach Europy w 1978 w Mediolanie zajął 9. miejsce w tej konkurencji.
Był trzykrotnym halowym mistrzem Polski na tym dystansie w 1976, 1978 i 1979, wicemistrzem w 1982 oraz brązowym medalistą w 1977 i 1981, a także brązowym medalistą mistrzostw Polski w 1975 w biegu na 5000 metrów.
5 maja 1976 roku w Atenach wraz z Zenonem Szordykowskim, Michałem Skowronkiem oraz Henrykiem Wasilewskim ustanowił wynikiem 15:02,6 ciągle aktualny rekord Polski w biegu sztafetowym 4 × 1500 metrów.
W latach 1976–1980 wystąpił w pięciu meczach reprezentacji Polski, bez zwycięstw indywidualnych.
Podczas memoriału Janusza Kusocińskiego w 1983 zwyciężył w głównym biegu memoriałowym na 5000 m.
Rekordy życiowe:
- bieg na 1500 metrów – 3:40,70 (30 maja 1976, Poznań)[1]
- bieg na 3000 metrów – 7:54,4 (1 września 1976, Kolonia)[8]
- bieg na 3000 metrów (hala) – 7:56,2 (12 marca 1978, Mediolan)[9]
- bieg na 5000 metrów – 13:41,15 (26 lipca 1977, Sztokholm)[10]
- bieg na 10 000 metrów – 28:38,16 (29 lipca 1984, Sopot)[11]
- bieg maratoński – 2:16:08 (29 września 1985, Berlin Zach.)[12]

Był zawodnikiem poznańskich klubów: SZS AZS, AZS i Olimpii. Ukończył AWF w Poznaniu.